# BBC English Regions
Би-Би-Си енглески региони (BBC English Regions) огранак Би-Би-Сија одговоран за локални телевизијски, радио, веб и телетекст услуге у Енглеској. Један је од Би-Би-Сијеве четири „нације” — друге су Би-Би-Си Шкотска, Би-Би-Си Велс и Би-Би-Си Северна Ирска.
Огранак чине 12 одвојених региона. Многа од имена ових региона су слична онима које користи влада за Регионе Енглеске, али покривене области су често знатно другачије како су одређене распрострањеношћу телевизијског сигнала, не административним границама.
Седиште Би-Би-Си енглеских региона је код Мејлбокса у Бирмингему, са регионалним телевизијским центрима у Манчестеру, Лидсу, Халу, Њукаслу на Тајну, Нотингему, Норичу, Бристолу, Лондону, Ројал Танбриџ Велсу, Саутхемптону и Плимуту, са локалним радио станицама на 43 места у Енглеској.
Свеукупно, огранак емитује преко 70% Би-Би-Сијеве домаћег телевизијског програма емитовања преко радија, а додељен му је износ од 7% ТВ претплате.
Од априла 2009, огранак Енглеских региона је сврстан са Би-Би-Си њуз одељењем, како би „максимално унапредио сарадњу у делатностима Би-Би-Си њуза”.

## Историја

### Четири региона
Контроверзни извештај под насловом Емитовање седамдесетих критиковао је начин приказивања и структуру програма Енглеских региона, чије емитовање, по овом извештају није било довољно усредсређено на рурална подручја у којима се емитовао радио и ТВ пренос Би-Би-Сијеве мреже.